# Leucania larseni
Leucania larseni är en fjärilsart som beskrevs av Edward P. Wiltshire 1985. Leucania larseni ingår i släktet Leucania och familjen nattflyn. Inga underarter finns listade i Catalogue of Life.